# 桔尾石齒鯛
桔尾石齒鯛為輻鰭魚綱鱸形目鱸亞目鯛科的其中一種，分布於東南大西洋區，從南非好望角至納塔爾海域，棲息深度可達80公尺，體長可達120公分，棲息在沿海海域，屬肉食性，以軟體動物為食，可做為食用魚及遊釣魚。